# 饶惠谭
饶惠谭（1915年—1953年2月）湖北大冶县五区殷祖镇下饶村南山头人。中国人民解放军高级将领。第二十三军参谋长。

## 生平
1928年加入中国共产主义青年团，任大冶果城区儿童团团长。1928年参加中国工农红军，在大冶县手枪队担负侦察任务。1929年6月30日，参加中共大冶中心县委组织大冶、通山、阳新等县的地下革命武装和一万多青壮年发动“六·卅刘仁八起义”。1929年7月12日，红十二军在殷祖南山村毛宕湾成立，饶惠谭任军部司号员。1933年春加入中国共产党。任红十六师特务营第三连连长坚持了湘鄂赣苏区三年游击战争。
1937年10月，湘鄂赣红军游击队下山集结于湖南平江县嘉义镇。1938年1月，部队改编为新四军第一支队第一团，团长傅秋涛，饶惠谭任侦察参谋。第一团东进苏南的高淳、溧水、江宁县开展抗日游击战争。1941年皖南事变率领特务营突围。
1942年2月，饶惠谭在华中党校学习结束后被分配到新四军第二旅第四团（后改称第十六旅第四十八团）任副团长兼参谋长。开创、巩固、发展茅山抗日根据地。1943年9月30日，日军南犯，国军三天之内连失四座县城。第四十八团重返敌后“两溧”地区，挺进皖浙边境，先后收复了国军丢失的宣(城)、长(兴)以北广大地区，扩大了苏南抗日根据地。
1944年3月中旬，郎广抗日根据地反日军“扫荡”，取得了杭村大捷，毙伤敌70余人，缴获九二式步兵炮一门。1944年8月23日，第四十八团和独立二团一部，在苏浙边境长(兴)、宜(兴)一带60里长的战线上发起了长兴战役，攻入长兴城，并攻克了长兴外围日伪军据点13处，收复国土1500余平方公里，歼灭伪军第一方面军一师四个营，“近年来江南我军最大的胜利”。1944年10月23日，四十八团配合四十六团，发起周城战斗，全歼固守周城的伪二师四团一个营。1944年12月15日，第四十八团又冒雪向宣(城)、长(兴)公路上的重镇泗安镇发起攻击，全歼守敌两个营。
1946年5月，饶惠谭担任华中野战军第六师十六旅副旅长，协助钟国楚旅长，参加了苏中“七战七捷”中的五次战斗。
1947年10月，饶惠谭调任渤海纵队第十一师（解放军第三十三军九十九师）副师长。参加淮县战役、周村战役、济南战役、淮海战役、渡江战役、上海战役等。
1949年5月上海解放后，第99师改编为公安第十六师，担负上海市杨树浦工业区警备任务，饶惠谭任师长。
1952年6月10日出发到朝鲜前线见习3个月。出国前，他加印了100张个人的相片，分送给老部队一起战斗过的战友，留作纪念。1952年底，饶惠谭调任中国人民志愿军第二十三军参谋长。1953年1月到达朝鲜前线。1953年3月中旬在前线踏勘地形，制定夺取美7师占据的394.8高地作战计划。1953年3月21日，伊川郡古南左里的第二十三军指挥所遭到了敌机近30分钟的轮番轰炸，防空洞尚没有被覆完成，饶惠谭与警卫员中弹牺牲。
1955年12月9日，饶惠潭的尸骨从朝鲜迁移回祖国，安葬在沈阳抗美援朝烈士陵园。

## 家庭
- 夫人杨燕(1925年-2006年5月27日)：浙江余姚人，9岁在上海进江郎桥下的一家纱厂（现上海兰州路桥申新九厂）当童养工。15岁在英商棉华线厂参加了“工人救亡协会”，开始革命斗争。在党组织安排下，1942年4月从上海奔赴江苏海门海复镇参加新四军成为第1师2旅4团政治处宣传队成员。1942年底，经政治部主任钟期光批准，杨燕与饶惠谭副团长结婚。婚后去抗大九分校卫训班学习医疗技术，结业后转到团卫生队工作。1943年被俘，关押在溧阳的监狱，由组织安排找到上海的继父保释出狱。经六个月的整风运动和严格的组织审查，1945年7月入党。饶惠潭牺牲后，独自养育4个子女。1955年被授予中尉军衔。1957年到重庆和天津的军医预科学校学习2年，完成了中等职业教育，晋升上尉军衔。1959年，考上了解放军第二军医大学医疗系五年制本科。1964年，以全优的成绩毕业，分配到解放军第109医院传染病科任军医。1963年晋升大尉军衔。1982年离休。
- 长子：饶政勇（饶溧险）（1943-1991）
- 长女：饶霖枫（1946-）
- 次女：饶立民（1949-）
- 次子：饶政刚（1952-）著有《忠诚的战士》，中国福利会出版社2013年8月版。 ISBN 9787507218619。[2]